# Meccanica molecolare
La meccanica molecolare è la descrizione dei sistemi molecolari tramite l'uso della meccanica classica. La meccanica molecolare sfrutta una serie di caratteristiche delle molecole che possono essere descritte mediante le leggi della fisica classica, nonostante siano sistemi quantomeccanici.
Il vantaggio di questa tecnica consiste nell'evitare un formalismo complesso e dispendioso come quello della meccanica quantistica e permette così di trattare con facilità e senza costi computazionali eccessivi molecole grandi come polimeri e proteine, o molecole per cui una trattazione quantomeccanica è troppo complessa.
La meccanica molecolare si basa sul calcolo dell'energia delle molecole e dei solidi mediante funzioni empiriche contenenti parametri. 
L'insieme di queste funzioni e parametri prende il nome di Force field o campo di forze, ossia un potenziale che descrive l'energia di un sistema chimico in funzione delle coordinate spaziali di tutti i suoi atomi. Il campo di forze include anche i campi elettrici e le interazioni intermolecolari che la molecola genera attorno a sé: in questo modo è possibile valutare le proprietà di interazione della molecola in esame rispetto ad un particolare ambiente, in una certa conformazione, o rispetto ad un'altra molecola. La limitazione principale della meccanica molecolare è la sua dipendenza dalla disponibilità di parametri empirici per i legami/atomi che si intendono studiare, a differenza dei metodi computazionali cosiddetti "ab initio" che fanno uso solo di costanti fondamentali della natura come parametri.  
L'immediata estensione della meccanica molecolare è la dinamica molecolare, ovvero l'utilizzo del Force field al fine di valutare il comportamento dinamico di una molecola.

## Formulazione dell'energia
Applicando il campo di forze è possibile calcolare l'energia potenziale di una data molecola che possiede una certa conformazione considerando la somma di singoli contributi energetici dati dal legame chimico covalente e da interazioni non di legame. Quindi l'energia E risulta data dalla somma
{\displaystyle \ E=E_{covalente}+E_{noncovalente}}
dove i singoli contributi energetici sono dati rispettivamente dalle somme
{\displaystyle \ E_{covalente}=E_{str}+E_{bend}+E_{tors}}
e
{\displaystyle \ E_{noncovalente}=E_{el}+E_{vdW}}
Il procedimento adottato per eseguire i calcoli dipende dal tipo di programma utilizzato per effettuare la simulazione. I termini {\displaystyle E_{str}} e {\displaystyle E_{bend}}, ovvero le energie di stretching e bending del legame chimico, sono generalmente ricavati utilizzando l'espansione in serie di Taylor del potenziale armonico sulla base di lunghezze di legame di equilibrio ricavate da calcoli basati su dati sperimentali o su metodi ab initio. L'uso del potenziale di Morse, che descrive in modo corretto lo stiramento all'infinito del legame, permette la riproduzione accurata degli spettri vibrazionali ma di contro ha elevati costi computazionali. Il termine {\displaystyle E_{tors}}, ovvero l'energia di torsione attorno ad un legame per formare un nuovo angolo diedro, possiede tipicamente minimi multipli e quindi non può essere determinato utilizzando il modello dell'oscillatore armonico. Questo termine viene normalmente calcolato utilizzando l'espansione in serie di Fourier della funzione periodica {\displaystyle \sum _{n=1}^{n}V_{n}cos(n\omega )}, dove {\displaystyle \omega } è l'angolo diedro formato e n la periodicità (n=1 360°, n=2 180°, e così via).
I termini energetici non di legame richiedono un maggiore costo computazionale per il loro calcolo, coinvolgendo contemporaneamente più atomi rispetto al legame chimico. Il termine legato all'energia elettrostatica, {\displaystyle E_{el}}, viene calcolato utilizzando il potenziale di Coulomb. {\displaystyle E_{vdW}}, ovvero il termine legato alle Forze di Van der Waals, viene invece calcolato utilizzando comunemente il potenziale di Lennard-Jones; vengono utilizzati anche il potenziale di Buckingham-Hill, più accurato di quello di Lennard-Jones, e il potenziale di Morse (particolarmente adatto per piccoli sistemi).
La limitazione principale di questo metodo di calcolo dell'energia consiste nel fatto che essa dipende da una enunciazione a priori della topologia e della natura dei legami chimici presenti nel sistema chimico in esame. Per questo motivo non può essere in genere utilizzata per lo studio della reattività, che comporta la variazione dei legami. Tuttavia sono stati sviluppati forcefield e algoritmi di calcolo per superare questa limitazione mediante regole empiriche di interazione e ricalcolo della topologia molecolare. Un esempio è ReaxFF